# Baldomera
Baldomera – imię żeńskie pochodzenia germańskiego, złożone z elementów
bald – „śmiała, odważna” i meri – „sławna”. Patronem tego imienia jest św. Baldomer z Lyonu.
Baldomera imieniny obchodzi 27 lutego.
Męski odpowiednik: Baldomer

## Znane postacie
Baldomera Larra - autorka pierwszego znanego oszustwa opartego na piramidzie finansowej.